# Зоран Димовски
Зоран Димовски (Београд, 21. децембар 1966) српски је сликар, графичар и ликовни педагог.  

## Биографија
Зоран Димовски је дипломирао на Факултету ликовних уметности (ФЛУ) у Београду. 1993. у класи професора Момчила Антоновића. 1995. завршио је магистарске, а 2014. докторске студије на ФЛУ. На ФЛУ почиње да предаје од 2000. у својству асистента. 2008. године изабран је за доцента. 2017. запослен је на ФЛУ као ванредни професор.
Радови му се налазе у збирци Музеја савремене уметности у Београду и многим приватним колекцијама.

## Самосталне изложбе

#### Београд:
- Центар за културу Стари Град, цртежи и објекти (1990),
- Дом културе "Студентски Град", цртежи (1992),
- Коларчев Народни Универзитет, цртежи (1994),
- Културни Центар, слике 1990–1994 (1994),
- Галерија ФЛУ, радови 1993–1995 (1995),
- "Графички Колектив", литографије (1995),
- Салон Музеја Савремене Уметности, радови 1996–1998 (1998),
- Салон Музеја Савремене Уметности (1999),
- Институт за Графику “Академија”, графике (2000),
- Галерија ФЛУ “Генератор облика 2001" (2001),
- Галерија “Ремонт” (2001),
- Галерија “Хаос” (2002),
- Галерија “Отклон”, Лице (2010),
- Галерија “Магацин”, радови 2013-2014 (2014),
- Галерија културног центра Београда, “Поклон” (2019),
- Изложба "Everything You Touch", Галерија УЛУС (2024).

#### Остали градови у Србији:
- Нови Сад, К.Ц.Н.С. "Палета Младих" "Без назива Но3 - Изоштравање" (1996),
- Зрењанин, "Модерна галерија", слике (1997),
- Ужице, Учитељски факултет, графике (1998),
- Врњачка Бања, Замак Културе (1998),
- Пaнчево, Галерија савремене уметности (1999),
- Панчево, К.Ц.П. галерија савремене уметности, “Oversampling” (2004),
- Чачак, Галерија Надежда Петровић, графике (2004),
- Сопот, Галерија културног центра, “Програм 1990”, амбијентална инсталација (2005),
- Смедерево, Музеј Смедрево, Галерија савремене уметности, нови радови (2018),
- Крагујевац “Артија”, интернационални бијенале цртежа и радова на папиру (2018),
- Јаловик, Изложба радова са 42. Интернационалне ликовне колоније (2019).

#### Иностранство:
- 1989 - Изложба цртежа петог биjенала Југословенског студентског цртежа, Лима (Перу),
- 1995 - Интернационална независна изложба графике, Канагава (Јапан),
- 1995 - Интернационални биjенале графике, Варна (Бугарска),
- 1995 - "Print makers gallery" Група графичара београдског круга, Единбург (Шкотска),
- 1996 - Интернационални триjенале мале графике, Фредрикштад (Норвешка)
- 1996 - Изложба радова Југословенских уметника, Скопље (Македонија),
- 1997 - Интернационална независна изложба графике, Канагавва (Јапан),
- 1997 - "Vigado gallery" Интернационална изложба “Dry point 97”, Будимпешта (Мађарска),
- 1997 - Четврти интернационални бијенале мале графике, Олофстром (Шведска),
- 1997 - Интернационални тријенале графике Intergrafia 97, Краков (Пољска),
- 1997 - Интернационални бијенале графике, Битољ (Македонија),
- 1997 - 22. Интернационални бијенале графике, Љубљана (Словенија),
- 1997 - Интернационални триенале мале графике, Шамалие (Француска),
- 1997 - Трећи интернационални бијенале графике, Праг (Чешка),
- 1997 - Интернацинални Бијенале графике, Ђер (Мађарска),
- 1997 - Интернационални Бијенале графике, Варна (Бугарска),
- 1998 - Del bello gallery, Интернационална изложба, Торонто (Канада),
- 1998 - Интернационални тријенале графике малог формата, Токио (Јапан),
- 1999 - Интернационални бијенале графике, Бјела (Италија),
- 1999 - "Stop the violence" Изложба плаката и радова, Беч (Аустрија),
- 1999 - Венецијански бијенале Аперто (Prissoners of war, Интернационални интернет пројекат), Венеција (Италија),
- 1999 - Интернационални бијенале цртежа и графике, Тајпеи (Тајван),
- 2000 - Грчки и југословенски учесници 5. бијенала графике у Београду, Атина (Грчка),
- 2000 - "Print line" Lower Eastside Printshop, Њујорк (САД),
- 2000 - Интернационални тријенале графике, Битољ (Македонија),
- 2000 - Интернационални тријенале графике, Краков (Пољска),
- 2001 - “Greely Square Gallery” 17 yugoslav and macedonian artists, Њујорк (САД),
- 2001 - 10 бијенале графике Sarcelles 2001. Сарсел (Француска),
- 2001 - Интернационални бијенале мале графике, Тетово (Македонија),
- 2001 - Интернационални бијенале цртежа и графике, Тајпеи (Тајван),
- 2002 - Интернационални Тријенале Графике, Коши (Јапан),
- 2002 - Morley Gallery “Crossing the border” интернационална изложба, Лондон (Енглеска),
- 2002 - Интернационални тријеннале графике малог формата, Токyо (Јапан),
- 2002 - “Belgrade - Stocholm” Grafiska Sallskapets galleri – изложба графике, Штокхолм (Шведска),
- 2002 - “Matrices 2002” International small form electrographic art, Будимпешта (Мађарска),
- 2002 - Zeichen der gegenwart – интернационална изложба графике, Беч (Аустрија),
- 2003 - Интернационални Бијенале графике, Варна (Бугарска),
- 2003 - 15. југословенских и македонских уметника, Скопље (Македонија),
- 2003 - Интернационални бијенале графике, Сплит (Хрватска),
- 2003 - International Young Art ,Тел Авив (Израел),
- 2003 - International Young Art, Москва (Русија),
- 2003 - International Young Art, Амстердам (Холандија),
- 2003 - Galerija Joella – Teachers o f the Faculty of Fine Arts in Belgrade, Турку (Финска),
- 2004 - 25. Интернационални фестивал, Impact Art, Кјото (Јапан),
- 2004 - 4. Интернационални тријенале графике, Праг (Чешка),
- 2005 - Интернационални тријенале графике малог формата, Токио (Јапан),
- 2007 - АТА (Artists Television Access), Видео радови, Сан Франциско (САД),
- 2007 - PMCA (Pasadena Museum of California Art), Видео радови, Пасадена (САД),
- 2007 - Ландмарк кунстхалле, Видео радови, Берген (Норвешка),
- 2013 - Centro Portuguese de serigrafia, изложба графике, Лисабон (Португалија),
- 2014 - Academy of Fine Arts Houston, изложба фотографија, Хјустон (САД).

## Групне изложбе

#### Београд:
- Бијенале Југословенског студентског цртежа, Дом културе "Студентски град" (1989, 1992, 1994),
- Изложба цртежа студената ФЛУ, Дом омладине (1990, 1992),
- Изложба радова студената ФЛУ, Галерија СКЦ (1992),
- УЛУС изложба слика "Нови Београдски Енформел", Галерија УЛУС (1993),

- Пролећна изложба, Павиљон "Цвијета Зузорић" (1993, 1994, 1995, 1996, 1997, 2000, 2002),
- Цртеж и мала пластика, Павиљон "Цвијета Зузорић" (1993, 1995, 1999),
- Јесења изложба, Павиљон "Цвијета Зузорић" (1994, 1996, 1997, 2000),
- Интернационални бијенале графике, Павиљон "Цвијета Зузорић"  (1994, 1996, 1998),
- Мајска изложба графике "Београдског круга", Галерија "Графички колектив" (1992, 1993, 1994, 1995, 1996, 1998, 1999, 2000, 2001, 2002, 2004),
- Изложба мале графике, Галерија "Графички колектив" (1992, 1993, 1994, 1995, 1996, 1998, 1999, 2000, 2001, 2002),
- Нови чланови УЛУС–а, Павиљон "Цвијета Зузорић" (1994),
- Перспективе 22, Галерија "Андрићев Венац" (1994),
- Октобарски салон, Музеј 25. Мај (1994, 1995, 1996, 1997, 1998),
- Октобарски Салон, Павиљон "Цвијета Зузорић" (2000),
- Изложба "Златно перо", Павиљон "Цвијета Зузорић" (1995),
- Југословенски Еxлибрис, Етнографски Музеј (1995),
- Изложба радова "Критичари су изабрали", Галерија КЦБ (1996),
- Савремени Српски цртеж, Галерија "Косанчићев Венац" (1996),
- Изложба радова "Резиме", Музеј савремене уметности (1996),
- Бис (ауторска изложба Николе Радићa), Павиљон "Вељковић" (1996),
- Изложба графике из класе проф. Милета Грозданића, Коларчев Народни Универзитет (1996),
- Изложба графике (аутор Љиљана Слијепчевић), Салон музеја савремене уметности (1997),
- Треће бијенале акварела Земун, Галерија "Стара Капетанија" (1997),
- Ауторска изложба Наталије Церовић, Галерија УЛУС (1998),
- Изложба синдиката самосталних уметника, Музеј "25. Мај" (1998),
- Изложба Друштва 6. Април, Дом Армије (1998),
- Изложба графика учесника отвореног графичког атељеа 1997, Народни Музеј (1998),
- Изложба акварела, Галерија Студентски Град (1996),
- Добитници Политикине награде 1932–1998. Галерија Прогрес (1999),
- Графичари Чукарице, Галерија 73 (1999),
- Сликари Чукарице, Галерија 73 (2000),
- КЕФ 01 кратка електронска форма, Биоскоп “Рекс” (2000),
- КЕФ 02 кратка електронска форма, Биоскоп “Рекс” (2001),
- КЕФ 04 кратка електронска форма, Биоскоп “Рекс” (2003),
- “Портрет” - мултимедијални догађај, СКЦ, (2001),
- Изложба графике “У међувремену”, Галерија УЛУС (2001),
- Портрет, Кућа Ђуре Јакшића (2002),
- Чувари уметничке тајне, ауторска изложба Љиљане Ћинкул, Галерија “Зептер” (2002),
- Актуелности - Октобарски Салон, Павиљон “Цвијета Зузорић” (2002),
- Ретроспектива награђених радова октобарског салона, Музеј “25. Маj" (2002),
- БЕЛЕФ (2003, 2004),
- Један век графике, Галерија САНУ (2003),
- Цртеж (Ауторска изложба Ђорђа Арнаута), Галерија 73 (2004),
- Салон новембар, ВИП галерија СКЦ (2004),
- Аутопортрет ауторска изложба Љубице Јелисавац, КЦ Студентски Град (2004),
- Априлски сусрети, СКЦ (2005),
- Интернационална изложба “Device”, Галерија "Озон" (2005),
- In Difference, ВИП галерија СКЦ (2005),
- 10 година галерије Хаос, Павиљон “Цвијета Зузорић” (2005),
- Новогодишња изложба, Галерија УЛУС (2006, 2007),
- Изложба радова, Галерија 73 (2007),
- Београдски сусрети 5. интернационална графичка радионица, Галерија графичког центра ”Академија” (2009),
- Факултет ликовних уметности у Београду 1937- 2012, Павиљон "Цвијета Зузорић" (2012),
- Изложба ”Да ли сте Ви Нормални” организације ”Простор”, Дом омладине (2016),
- “Поглед у Центар”, Центар за графику, Академија Музеја града Београда (2017),
- “Отисак времена” изложба Графичког колектива, Галерија српске академије наука (2019),
- “Рефлексије нашег времена: Аквизиције Музеја савремене уметности 1993–2019.” , Музеј савремене уметности и Легат Чолаковић (2020).

#### Панчево:
- Изложба радова из сликарске колоније Делиблатска пешчара (1995),
- Ликовна Колонија Делиблатски Песак 1969–1998, Народни Музеј (1998),
- Интернационални бијенале визуелних уметности (2002),
- 4. Интернационална уметничка радионица ”Стакло 2003”, Галерија савремене уметности (2003),
- “Ultra Vires 01” Social Actors In Transformation (SAIT.bg), Барутана (2003),
- “(Де)конструкције простора: архитектура другим средствима”, аутор Соња Јанков, Галерија савремене уметности (2021).

#### Зрењанин:
- Изложба цртежа, Савремена галерија 1996
- Изложба акварела, "Савремена галерија" (1996),
- Бијенале акварела 95 (1995),
- Бијенале акварела Југославије (2001),
- Бијенале акварела, награђени радови из колекције бијенала (2007),
- Изложба акварела ликовне колоније Ечка (1997).

#### Нови Сад:
- Други бијенале скица и пројеката, Галерија "Златно Око" (1999),
- Излозба колекције графике МСУ, Галерија Матице Српске (2004).

#### Ниш:
- Изложба графике Нишког круга, Галерија Мала сцена (1996),
- Изложба графике малог формата, Галерија култура (1996),
- Изложба Мале графике Нишког графичког круга (2001),
- Избор из кабинета графике народне библиотеке “Стеван Сремац”  (2002),
- ”Заобилазне стратегије” поглед на уметност деведесетих, Галерија савремене уметности (2012).

#### Крагујевац:
- Графички Лавиринт 1997, Народна Библиотека Вук Караџић (1997),
- Изложба радова малог формата (1996).

#### Ужице:
- Интернационални бијенале графике "Сува игла" (1993, 1995, 1997, 1999),
- Изложба колекције Учитељског факултета, Учитељски факултет (1995).

#### Чачак:
- Изложба слика "Мали Пролећни анале" (1995, 2003),
- Изложба радова из сликарске колоније Овчар бања 96 (1997),
- Изложба мале графике, Галерија центра за визуелну културу “Круг” (2004).

#### Остали градови:
- Интернацинална изложба мале графике, Галерија "Сунце", Лесковац (1993, 1995),
- Бијенале савременог Југословенског цртежа, Галерија савремене уметности, Сомбор (1994),
- Југословенски бијенале младих, Конкордија, Вршац (1994, 1996),
- Изложба графике, Приштина (1996),
- Интернационални бијенале минијатуре, Горњи Милановац (1996 1998, 2001, 2003),
- Изложба графике из класе проф. Милета Грозданића, Сремска Митровица (1997),
- Југословенски цртеж (ауторска излозба Наталије Церовић), Пожега (2000),
- Изложба цртежа – аутор Коста Богдановић, Пожега (2003),
- Изложба радова, Уметничка галерија, Крушевац (2005),
- Цртеж (ауторска изложба Ђорђа Арнаута), Смедерево (2006),
- Радови колоније Јаловик, Музеј града, Шабац (2018).

## Награде
- Награда за слику на Октобарском салону (1995),
- Награда на Интернационалном бијеналу „Сува игла“ у Ужицу (1996),
- Награда Мали Печат – Графички Колектив Београд (1997),
- Политикина награда из Фонда „Владислав Рибникар“ (1998).